# ラーディ飛行場
ラーディ飛行場（タルトゥ空軍基地。ICAO空港コード：EETR）はタルトゥの北東4kmに1992年まで存在していた旧ソ連の空軍基地である。
現在はエストニア国立博物館が位置している。

## 歴史
1940年にロシアの空港を建設するために、ラーディマナー・ハウスから100ヘクタール（250エーカー）が徴収された。飛行場は第二次世界大戦間に戦場になり、マナー・ハウスは1944年のタルトゥ攻勢で焼かれた。
空港は50年間、ソビエトの爆撃基地になった。飛行場が隠されているということは、外国人が街を訪問することを許されなかったことを意味する。ここには数十の爆撃機があり、バルト海で最大の飛行場となっていた。

## 現在
2006年1月16日、新しいエストニア国立博物館を設計するために開催された国際建築コンクールの受賞作品が発表された。 